# Ixodes nuttallianus
Ixodes nuttallianus (лат.) — вид клещей рода Ixodes из семейства Ixodidae. Азия: Китай, Непал, Бирма. Паразитируют на диких парнокопытных млекопитающих (олени, гималайский горал, кабарга, серау), на мелком и крупном рогатом скоте и собаках. Вид был описан в 1930 году немецким зоологом Паулем Шульцем (Paul Schulze, 1887—1949).